# Llista de monuments de Ripollet
Llista de monuments de Ripollet inclosos en l'Inventari del Patrimoni Arquitectònic Català per al municipi de Ripollet (Vallés Occidental). Inclou els inscrits en el Registre de Béns Culturals d'Interès Nacional (BCIN) amb la classificació de monuments històrics, els Béns Culturals d'Interès Local (BCIL) de caràcter immoble i la resta de béns arquitectònics integrants del patrimoni cultural català.
| Monument                                                       | Protecció | Estil/època                                     | Localització                                           | Coordenades                                          | Codi?     | Imatge |
| -------------------------------------------------------------- | --------- | ----------------------------------------------- | ------------------------------------------------------ | ---------------------------------------------------- | --------- | --- |
| Església parroquial de Sant Esteve de Ripollet                 | BCIL 2010 | Romànic, renaixement, modernisme XII, XVII, XIX | Ripollet C. de Padró, 7                                | 41° 29′ 50″ N, 2° 09′ 19″ E / 41.497095°N,2.155321°E | IPA-27593 | Església parroquial de Sant Esteve de Ripollet (Ripollet) · Vegeu més fotos d'aquest monument · Carregueu una nova foto d'aquest monument |
| Can Masachs                                                    |           | Modernisme XX                                   | Ripollet C. Balmes, 2                                  | 41° 29′ 48″ N, 2° 09′ 12″ E / 41.496577°N,2.153387°E | IPA-27595 | Can Masachs (Ripollet) · Vegeu més fotos d'aquest monument · Carregueu una nova foto d'aquest monument                                    |
| Molí d'en Ginestar, o Molí d'en Masachs                        |           | Obra popular XVII                               | Ripollet C. Balmes, 2                                  | 41° 29′ 46″ N, 2° 09′ 14″ E / 41.496201°N,2.153811°E | IPA-27596 | Molí d'en Ginestar (Ripollet) · Vegeu més fotos d'aquest monument · Carregueu una nova foto d'aquest monument                             |
| Casa Col·legi de les Germanes Dominiques                       |           | Historicisme XIX                                | Ripollet C. Isabel la Catòlica, 20                     | 41° 29′ 52″ N, 2° 09′ 15″ E / 41.497753°N,2.154091°E | IPA-27598 | Casa Col·legi de les Germanes Dominiques (Ripollet) · Vegeu més fotos d'aquest monument · Carregueu una nova foto d'aquest monument       |
| Cal Magí                                                       |           | Modernisme XX                                   | Ripollet Pl. Onze de Setembre, 12-14                   | 41° 29′ 48″ N, 2° 09′ 31″ E / 41.496671°N,2.158517°E | IPA-27599 | Cal Magí (Ripollet) · Vegeu més fotos d'aquest monument · Carregueu una nova foto d'aquest monument                                       |
| Can Bertran                                                    |           | Modernisme XIX                                  | Ripollet C. Calvari, 36                                | 41° 29′ 47″ N, 2° 09′ 26″ E / 41.496253°N,2.157117°E | IPA-27600 | Can Bertran (Ripollet) · Vegeu més fotos d'aquest monument · Carregueu una nova foto d'aquest monument                                    |
| Mercat vell, actual Teatre Auditori Municipal                  |           | Historicisme XX                                 | Ripollet Pl. Onze de Setembre                          | 41° 29′ 49″ N, 2° 09′ 29″ E / 41.496855°N,2.158116°E | IPA-27601 | Mercat vell (Ripollet) · Vegeu més fotos d'aquest monument · Carregueu una nova foto d'aquest monument                                    |
| Casa de poble                                                  |           | Obra popular XVII                               | Ripollet C. de la Salut, 34 (enderrocat)               | 41° 29′ 53″ N, 2° 09′ 16″ E / 41.49804°N,2.15447°E   | IPA-27602 | Carregueu una nova foto d'aquest monument                                                                                                 |
| Habitatge al carrer Calvari, 26                                |           | Obra popular                                    | Ripollet C. Calvari, 26 (enderrocat)                   | 41° 29′ 47″ N, 2° 09′ 25″ E / 41.49627°N,2.15693°E   | IPA-27606 | Carregueu una nova foto d'aquest monument                                                                                                 |
| Can Mas                                                        |           | Obra popular XVIII                              | Ripollet C. Sant Jaume, 71                             | 41° 29′ 38″ N, 2° 10′ 06″ E / 41.493867°N,2.168421°E | IPA-27607 | Can Mas (Ripollet) · Vegeu més fotos d'aquest monument · Carregueu una nova foto d'aquest monument                                        |
| El Martinet                                                    |           | Obra popular XVIII, XIX                         | Ripollet C. Sant Jaume (enderrocat)                    | 41° 29′ 38″ N, 2° 09′ 53″ E / 41.49401°N,2.16481°E   | IPA-27608 | Carregueu una nova foto d'aquest monument                                                                                                 |
| Can Buxó, o Can Gassó                                          |           | Obra popular XVII                               | Ripollet C. Padró, 1                                   | 41° 29′ 52″ N, 2° 09′ 12″ E / 41.497674°N,2.153205°E | IPA-27609 | Can Buxó (Ripollet) · Vegeu més fotos d'aquest monument · Carregueu una nova foto d'aquest monument                                       |
| Plaça d'en Clos, abans plaça de la Salut                       |           | Obra popular XVII                               | Ripollet Pl. d'en Clos                                 | 41° 29′ 54″ N, 2° 09′ 15″ E / 41.498330°N,2.154227°E | IPA-27611 | Plaça d'En Clos (Ripollet) · Vegeu més fotos d'aquest monument · Carregueu una nova foto d'aquest monument                                |
| La Valenciana, o Can Font                                      |           | Noucentisme XX                                  | Ripollet C. Calvari, 42                                | 41° 29′ 46″ N, 2° 09′ 26″ E / 41.496182°N,2.157346°E | IPA-27612 | La Valenciana (Ripollet) · Vegeu més fotos d'aquest monument · Carregueu una nova foto d'aquest monument                                  |
| Centre Parroquial, o Centre Moral                              |           | Darreres tendències XX                          | Ripollet Rambla de Sant Jordi, 9                       | 41° 29′ 53″ N, 2° 09′ 32″ E / 41.498158°N,2.158997°E | IPA-27615 | Centre Parroquial (Ripollet) · Vegeu més fotos d'aquest monument · Carregueu una nova foto d'aquest monument                              |
| Torre Groga                                                    |           | Noucentisme XX                                  | Ripollet Rambla de Sant Jordi, 69 (enderrocat)         | 41° 29′ 47″ N, 2° 09′ 45″ E / 41.49648°N,2.16261°E   | IPA-27616 | Carregueu una nova foto d'aquest monument                                                                                                 |
| Habitatge al carrer Creu Roja, 10                              |           | Eclecticisme XIX                                | Ripollet C. Creu Roja, 10                              | 41° 29′ 37″ N, 2° 08′ 56″ E / 41.4936°N,2.14899°E    | IPA-27617 | Habitatge al carrer Creu Roja, 10 (Ripollet) · Vegeu més fotos d'aquest monument · Carregueu una nova foto d'aquest monument              |
| Habitatge al carrer Nostra Senyora dels Àngels, 7              |           | Eclecticisme XIX                                | Ripollet C. Nostra Senyora dels Àngels, 7 (enderrocat) | 41° 29′ 37″ N, 2° 08′ 59″ E / 41.49348°N,2.14974°E   | IPA-27618 | Carregueu una nova foto d'aquest monument                                                                                                 |
| Habitatge al carrer Bonavista, 7                               |           | Modernisme XIX                                  | Ripollet C. Bonavista, 7, barri del Pont Vell          | 41° 29′ 34″ N, 2° 08′ 59″ E / 41.492876°N,2.149853°E | IPA-27619 | Habitatge al carrer Bonavista, 7 (Ripollet) · Vegeu més fotos d'aquest monument · Carregueu una nova foto d'aquest monument               |
| Casa de la Societat Coral El Vallès, o Ca la Martria, Cal Mero |           | Eclecticisme XIX                                | Ripollet Pl. d'en Clos, 3                              | 41° 29′ 54″ N, 2° 09′ 15″ E / 41.498465°N,2.154189°E | IPA-27620 | Casa de la Societat Coral El Vallès (Ripollet) · Vegeu més fotos d'aquest monument · Carregueu una nova foto d'aquest monument            |
| Can Pesseta                                                    |           | Eclecticisme XIX                                | Ripollet C. Afores, 14                                 | 41° 29′ 56″ N, 2° 09′ 19″ E / 41.499022°N,2.155188°E | IPA-27621 | Can Pesseta (Ripollet) · Vegeu més fotos d'aquest monument · Carregueu una nova foto d'aquest monument                                    |
| Jutjat de Pau                                                  |           | Monumentalisme academicista XIX, XX             | Ripollet C. Nou, 21                                    | 41° 29′ 54″ N, 2° 09′ 12″ E / 41.49827°N,2.153329°E  | IPA-27624 | Jutjat de Pau (Ripollet) · Vegeu més fotos d'aquest monument · Carregueu una nova foto d'aquest monument                                  |
| Cal Biel                                                       |           | Modernisme XVIII, XX                            | Ripollet C. Calvari, 12                                | 41° 29′ 48″ N, 2° 09′ 23″ E / 41.496598°N,2.156358°E | IPA-27626 | Cal Biel (Ripollet) · Vegeu més fotos d'aquest monument · Carregueu una nova foto d'aquest monument                                       |
| Can Badia, o Can Boniquet, Cal Cepat                           |           | Eclecticisme XIX                                | Ripollet C. Sol, 34                                    | 41° 29′ 54″ N, 2° 09′ 21″ E / 41.498244°N,2.155953°E | IPA-27627 | Can Badia (Ripollet) · Vegeu més fotos d'aquest monument · Carregueu una nova foto d'aquest monument                                      |
| Torre Mingrat                                                  |           | Noucentisme XX                                  | Ripollet C. Tamarit, 80 - c. Joan Miró, 3              | 41° 29′ 49″ N, 2° 09′ 44″ E / 41.496956°N,2.162176°E | IPA-27628 | Torre Mingrat (Ripollet) · Vegeu més fotos d'aquest monument · Carregueu una nova foto d'aquest monument                                  |
| Cal Queixalista                                                |           | Noucentisme XX                                  | Ripollet C. Afores, 13                                 | 41° 29′ 58″ N, 2° 09′ 18″ E / 41.499453°N,2.154979°E | IPA-27629 | Cal Queixalista (Ripollet) · Vegeu més fotos d'aquest monument · Carregueu una nova foto d'aquest monument                                |
| Torre de l'Argentera                                           |           | Noucentisme XX                                  | Ripollet Rambla Sant Jordi, 68                         | 41° 29′ 47″ N, 2° 09′ 42″ E / 41.496286°N,2.161693°E | IPA-27631 | Torre de l'Argentera (Ripollet) · Vegeu més fotos d'aquest monument · Carregueu una nova foto d'aquest monument                           |
| Garatge d'en Fatjó                                             |           | Noucentisme XX                                  | Ripollet Ctra. de Barcelona, 116                       | 41° 29′ 34″ N, 2° 08′ 56″ E / 41.492895°N,2.148811°E | IPA-27632 | Garatge d'en Fatjó (Ripollet) · Vegeu més fotos d'aquest monument · Carregueu una nova foto d'aquest monument                             |
| Bòbila de Can Pesseta                                          |           | Obra popular XX                                 | Ripollet C. Concòrdia, 8 (enderrocat)                  | 41° 29′ 53″ N, 2° 08′ 37″ E / 41.497997°N,2.143747°E | IPA-27633 | Carregueu una nova foto d'aquest monument                                                                                                 |
| Molí d'en Clos o d'en Rata                                     |           | Obra popular XIX                                | Ripollet C. Molí d'en Rata                             | 41° 29′ 58″ N, 2° 09′ 09″ E / 41.499533°N,2.152498°E | IPA-27634 | Molí d'en Clos (Ripollet) · Vegeu més fotos d'aquest monument · Carregueu una nova foto d'aquest monument                                 |
| Can Grasses                                                    |           | Obra popular XVII                               | Ripollet Crta. de Santiga                              | 41° 30′ 31″ N, 2° 08′ 48″ E / 41.508633°N,2.146664°E | IPA-27635 | Can Grasses (Ripollet) · Vegeu més fotos d'aquest monument · Carregueu una nova foto d'aquest monument                                    |
| Cal Roda, o Ca l'Hortego                                       |           | Obra popular XVIII                              | Ripollet C. Isabel la Catòlica, 3                      | 41° 29′ 51″ N, 2° 09′ 15″ E / 41.497518°N,2.15407°E  | IPA-31199 | Cal Roda (Ripollet) · Vegeu més fotos d'aquest monument · Carregueu una nova foto d'aquest monument                                       |
| Cal Muç                                                        |           | Eclecticisme XIX                                | Ripollet C. Calvari, 80                                | 41° 29′ 44″ N, 2° 09′ 30″ E / 41.495613°N,2.158288°E | IPA-31225 | Cal Muç (Ripollet) · Vegeu més fotos d'aquest monument · Carregueu una nova foto d'aquest monument                                        |
| Xemeneia Can Rocamora                                          |           | Obra popular                                    | Ripollet Pista al paratge de Pla Abianya, Can Rocamora |                                                      | IPA-46120 | Carregueu una nova foto d'aquest monument                                                                                                 |
| Parc dels Pinetons                                             |           | Darreres tendències (Escola de Barcelona) 1996  | Ripollet C. Torrent Tortuguer                          | 41° 30′ 32″ N, 2° 09′ 12″ E / 41.50901°N,2.15328°E   | IPA-46310 | Parc dels Pinetons (Ripollet) · Vegeu més fotos d'aquest monument · Carregueu una nova foto d'aquest monument                             |